# Liczby wesołe

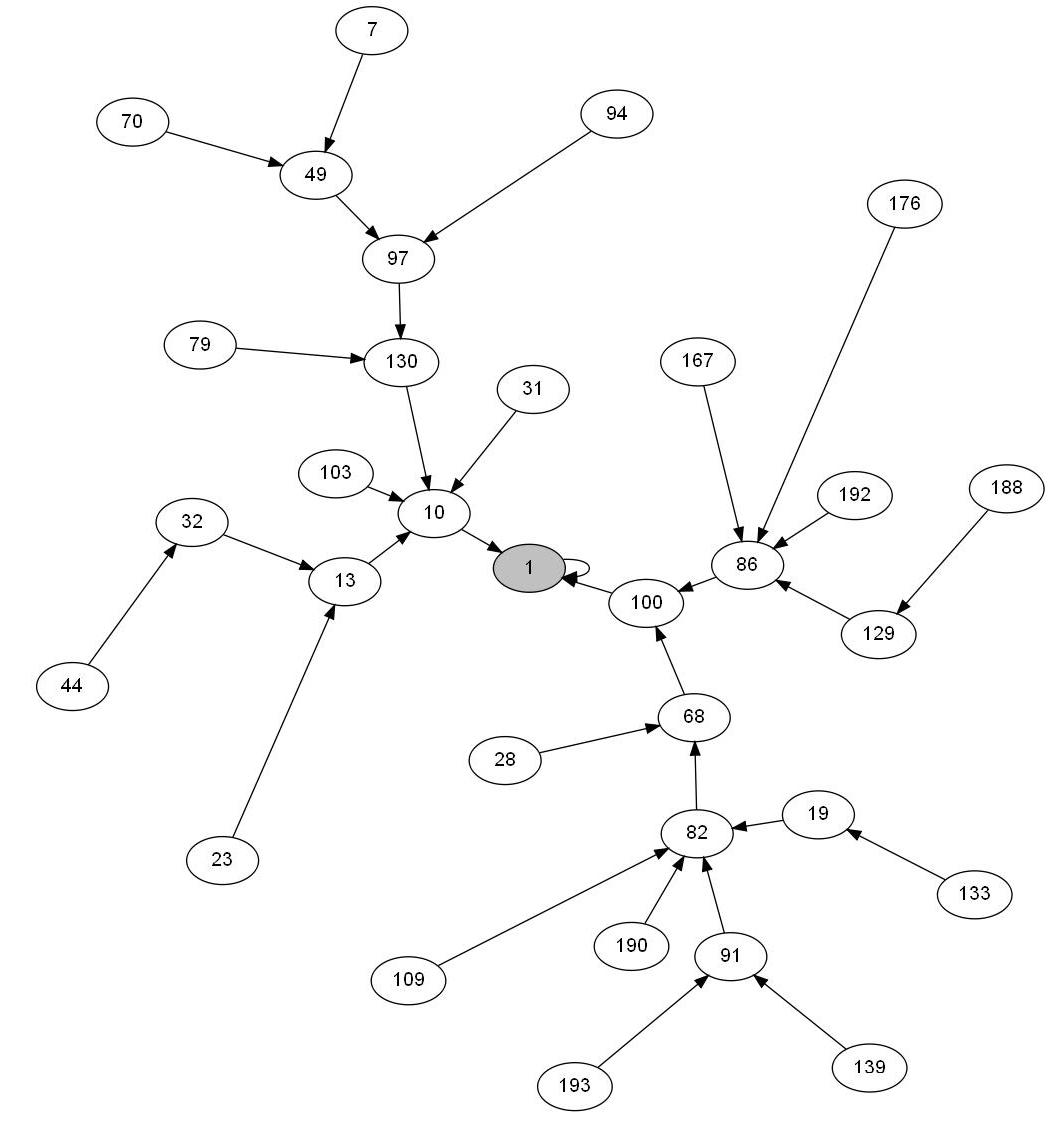
Diagram prezentujący wesołe liczby mniejsze niż 200. Węzłami grafu są liczby, a strzałki wskazują wynik transformacji (sumę cyfr podniesionych do kwadratu)

Liczba wesoła – liczba naturalna zdefiniowana jako obliczanie sumy kwadratów cyfr składających się na liczbę. Powtarzamy tę operację dla kolejnych wyników tak długo, aż uzyskamy liczbę 1 lub wyniki zaczną się powtarzać. Jeżeli w wyniku procesu otrzymaliśmy 1, pierwotna liczba jest liczbą wesołą. W przeciwnym przypadku jest liczbą niewesołą (lub smutną).
Przykładowo 7 jest liczbą wesołą, ponieważ podlega następującej sekwencji obliczeń:
72 = 49
42 + 92 = 97
92 + 72 = 130
12 + 32 + 02 = 10
12 + 02 = 1.
Przykładowo 19 jest liczbą wesołą, ponieważ podlega następującej sekwencji obliczeń:
12 + 92 = 82
82 + 22 = 68
62 + 82 = 100
12 + 02 + 02 = 1.
Przykładowo 85 jest liczbą niewesołą, ponieważ podlega następującej sekwencji obliczeń:
82 + 52 = 89
82 + 92 = 145
12 + 42 + 52 = 42
42 + 22 = 20
22 + 02 = 4
42 = 16
12 + 62 = 37
32 + 72 = 58
52 + 82 = 89.
Jeśli liczba jest wesoła, to wszystkie liczby otrzymane podczas powyższego procesu również są wesołe.
Jeśli dokonamy permutacji cyfr liczby wesołej lub dodamy do niej dowolną ilość zer, otrzymana liczba również będzie liczbą wesołą.
Wesołe liczby pierwsze to liczby, które jednocześnie są wesołe i pierwsze.
Wesołość liczby opiera się na jej zapisie w systemie dziesiętnym. W innych systemach inne liczby są wesołe. W systemie dwójkowym wszystkie liczby są wesołe.